# Casa-Museu Miguel Pellicer
La Casa-Museu Miguel Pellicer, situada a la plaça del Pilar de Calanda (Província de Terol, Espanya) és un edifici de traça tradicional destinat a rememorar el famós miracle que la Verge del Pilar va obrar en la persona del calandino Miguel Pellicer.
És considerat com un Museu religiós que té com a tema central el famós Miracle de Calanda.

## Història de l'edifici
La Casa-Museu Miguel Pellicer no és la casa del personatge que dona nom a aquesta, sinó l'antiga casa del Capellà del Pilar, construïda en la segona dècada del s. XVIII, aproximadament en 1720, quan les obres de l'actual Temple del Pilar estaven en la seva primera fase.

## El Museu: estades i continguts

### Pati i Sala dels Màrtirs de Calanda
Dins del pati de la casa es pot observar un panell amb la història del temple del Pilar (que es va elevar per commemorar el centenari del miracle) des dels seus humils començaments a la casa dels pares de Miguel Pellicer.
A més es pot veure una gerra de ceràmica de Calanda, utilitzada per recollir l'oli donat en la “Llega” de febrer per als llums de la Verge; un càntir típic de Calanda. En l'anomenada “sala dels màrtirs de Calanda” ens trobem un quadre a l'oli de la Verge del Pilar, afusellada i acoltellada, així com fotos dels sacerdots màrtirs en la Guerra Civil i 20 estendards dels misteris del Rosari.

### Primera planta
Es pot observar una sèrie de panells amb fotos, gojos, himnes, història de les ermites de la Verge del Baix Aragó.

### Segona planta
En ella existeix sobretot elements religiosos com vestimentes per a imatges i vestimentes litúrgiques; cal destacar:
- Mantells antics de la Verge del Pilar (ss. XVII-XVIII).[3]
- Verge del Pilar en plata, donada pel Capítol de Zaragoza Gil Robles després de la Guerra Civil.[3]
- Casulla brodada en or del Cardenal Cascajares (natural de Calanda, Conseller d'Isabel II, emparentat amb S. Vicente Ferrer).[3]
- Quadre de medalles al mèrit intel·lectual i del treball de D. Manuel Mindán Manero.
- Mantells nous de la Verge.
- Cruz de Calatrava brodada en una capa pluvial S. XIII.[3]

### Tercera planta
L'última planta està més centrada en la figura de Miguel Pellicer i en el miracle, podent-se observar:
- Reproducció de l'habitació del Miracle.[3]
- Reproducció de la cuina antiga d'una casa de pagesos.
- Documentació escrita sobre el miracle.
- Facsímil del Protocol de Mazaleón, partides sacramentals de Miguel Pellicer, edició antiga de la sentència, llibres, estampes, fullets de totes les èpoques sobre el miracle.[3]
- Panell amb fotos de la Verge del Pilar i del Miracle en diferents llocs d'Europa.